# Jos Nijhuis
Jos Nijhuis (Utrecht, 21 juni 1957) is een Nederlands bestuurder. Hij was onder meer voorzitter van de Raad van Bestuur van PricewaterhouseCoopers. In 2009 volgde hij de gepensioneerde Gerlach Cerfontaine op als president-directeur van de Schiphol Group. Nijhuis trad per 30-04-2018 terug als President-directeur en is opgevolgd door Dick Benschop.
Nijhuis is getrouwd en heeft drie kinderen.

## Opleiding en loopbaan
Nijhuis heeft bedrijfseconomie gestudeerd in Utrecht. Na het afronden van zijn studie in 1978 is hij in dienst gekomen bij accountantskantoor Berk in Amsterdam. In 1980 stapte Nijhuis over naar PricewaterhouseCoopers, waar hij zich in 22 jaar omhoog werkt tot voorzitter van de Raad van Bestuur. In 2008 maakte Nijhuis na bijna twee termijnen bij PricewaterhouseCoopers de overstap naar Royal Schiphol Group.
In 2015 kreeg hij commentaar vanuit de politiek op zijn bonus van 350.000 euro. Een jaar later werd zijn contract met twee jaar verlengd tot 1 januari 2019. Nijhuis leverde wel salaris in, een resultaat van de discussies over de Balkenendenorm voor topbestuurders bij overheidsdeelnemingen. Zijn vaste salaris steeg van 395.000 euro naar 412.902 euro, maar de bonus werd gemaximeerd op 20% daarvan.
In oktober 2017 maakte hij zijn – vroegtijdig – vertrek bekend. Volgens een persbericht wil hij ruimte maken voor een nieuwe directeur nu er in het regeerakkoord ruimte is gemaakt voor verdere groei van de luchthaven. Hij zal worden opgevolgd door Dick Benschop. Nijhuis kreeg kritiek op zijn beleid van snelle groei van Schiphol. Onder zijn leiding steeg het aantal passagiers van 46 miljoen naar 68,5 miljoen. Prijsvechters werden gelokt met financiële voordeeltjes waardoor minder ruimte overbleef voor de netwerkvluchten van onder andere KLM. Nijhuis ontving veel kritiek na een uitspraak in de Volkskrant van 9 maart 2018 waarin hij stelt dat zijn opvolger in elk geval een man zal zijn omdat er anders te veel vrouwen in de directie zitten. Deze directie bestaat uit twee vrouwen en twee mannen.
Nijhuis bleef tot 1 mei 2018 aan als President-directeur en is per die datum opgevolgd door Dick Benschop. Nijhuis blijft nog non-executive director bij ADP en Brisbaine Airport. Daarnaast blijft hij actief in een aantal nevenfuncties, waaronder Commissaris bij Hotel Okura Amsterdam, Nationale Opera & Ballet en Co-voorzitter van de Cyber security raad.